# Nixe-Serie
Die Nixe-Serie ist eine aus zwei Einheiten bestehende Kleinserie von Katamaran-Schnellfähren der spanischen Reederei Baleària Eurolineas Maritima.

## Geschichte
Die Fähren wurden auf der Werft Marinteknik Shipbuilders in Singapur für die spanische Reederei Baleària Eurolineas Maritima gebaut. Sie wurden auf eigenem Kiel nach Spanien überführt und 2004 in Dienst gestellt. Die Fähren verkehrten in erster Linie im Fährverkehr zwischen den Balearischen Inseln Ibiza und Formentera. Zeitweise verkehrten sie auch von Dénia nach Ibiza und Formentera bzw. zwischen Mallorca und Menorca oder über die Straße von Gibraltar zwischen Algeciras und Tanger Med.
Die Nixe 2 wurde bereits im Sommer 2008 nach Taiwan verkauft und bis 2011 als Ocean Lala im Fährverkehr mit der Volksrepublik China eingesetzt. Seit 2018 fährt die Fähre als Vista für eine südkoreanische Reederei.

## Beschreibung
Die als Katamarane konzipierten Fähren werden von vier MTU-Dieselmotoren des Typs 16V4000M70 mit jeweils 2320 kW Leistung angetrieben. Die Motoren wirken auf vier Wasserstrahlantriebe.
Die Fähren verfügen über ein durchlaufendes Fahrzeugdeck. Dies ist über eine Bugrampe und zwei Heckrampen zugänglich. Die Zufahrt am Bug hinter der Bugrampe ist durch zwei seitlich öffnende Tore verschlossen. Auf beiden Seiten der Fähren ist auf dem Fahrzeugdeck ein weiteres, erhöhtes Fahrzeugdeck für den Transport von Pkw eingezogen. Unter dem erhöhten Fahrzeugdeck können ebenfalls Pkw befördert werden.
Oberhalb des Fahrzeugdecks ist das Deck mit den Einrichtungen für die Passagiere eingerichtet, darunter zwei Aufenthaltsräume mit Sitzgelegenheiten sowie eine Cafeteria. Am Heck gibt es zwei offene Decksbereiche mit Sitzgelegenheiten. Oberhalb des Passagierdecks befindet sich im vorderen Bereich der Schiffe die über die gesamte Breite geschlossene Brücke. Zur besseren Übersicht beim An- und Ablegen bzw. dem Navigieren in engen Fahrwassern gehen die Nocken etwas über die Schiffsbreite hinaus.

## Schiffe
| Nixe-Serie | Nixe-Serie  | Nixe-Serie  | Nixe-Serie                                       | Nixe-Serie                                 |
| Bauname    | Bau- nummer | IMO- Nummer | Kiellegung Stapellauf Ablieferung                | Umbenennungen und Verbleib                 |
| ---------- | ----------- | ----------- | ------------------------------------------------ | ------------------------------------------ |
| Nixe       | 185         | 9316646     | 30. November 2022 31. Dezember 2003 16. Mai 2004 |                                            |
| Nixe 2     | 186         | 9323170     | 31. Januar 2003 18. Juni 2004 7. Juli 2004       | 2008: Nixen, 2008: Ocean Lala, 2018: Vista |

Die Fähren wurden von Baleària Eurolineas Maritima unter spanischer Flagge mit Heimathafen Las Palmas de Gran Canaria in Fahrt gesetzt. Die Namensgebung der Fähren ist eine Hommage an den Erzherzog Ludwig Salvator von Österreich-Toskana, der gegen Ende des 19. Jahrhunderts mit seiner Yacht Nixe die Balearen bereiste und später das aus mehreren Bänden bestehende Werk Die Balearen. Geschildert in Wort und Bild. verfasste.